# Alien Shooter: Revisited
Alien Shooter: Revisited, также известный как Alien Shooter: Возрождение — компьютерная игра в жанре аркадного экшена, разработанная компанией Sigma Team. Выпущена в 2009 году. Распространяется по shareware-схеме. Игра является ремейком оригинального Alien Shooter на движке Alien Shooter 2 с современной графикой, новыми героями, оружием, монстрами и режимами.